# Fissidens cuspidifer
Fissidens cuspidifer är en bladmossart som beskrevs av Hugh Neville Dixon 1930. Fissidens cuspidifer ingår i släktet fickmossor, och familjen Fissidentaceae. Inga underarter finns listade i Catalogue of Life.